# Corporación Financiera Alba
Corporación Financiera Alba est une holding d'investissement espagnole fondée en 1986 et cotée sur le marché continu des bourses espagnoles.
La société fait partie du groupe March, l'un des principaux groupes commerciaux et financiers privés à capital familial d'Espagne, qui comprend également la Banca March et la Fondation Juan March.
Au 31 décembre 2019, la valeur de l'actif net de la Corporación Financiera Alba était de 4 397 millions d'euros.

## Histoire
La Corporación Financiera Alba tire ses origines de Cementos Alba, une société cimentière espagnole contrôlée par le groupe March, dont les débuts dans le domaine de la fabrication du ciment remontent aux années 1950. En 1986, Hornos Ibéricos, également une entreprise de ciment et dont l'actionnaire majoritaire était le groupe Holderbank (aujourd'hui Holcim), a acquis ses usines de ciment et ses filiales de béton.
À la suite de la vente de ces actifs industriels, Cementos Alba a changé de nom pour devenir Corporación Financiera Alba et a utilisé le produit de la cession pour devenir une holding financière avec un portefeuille diversifié de participations dans des entreprises industrielles et de services.
Certains des investissements les plus représentatifs de la Corporación Financiera Alba, à l'exclusion des investissements récents, ont été :
- Airtel, puis Vodafone.
- Banco Urquijo.
- Carrefour.
- Bière San Miguel.
- Ginés Navarro, puis ACS (investissement actuel).
- Groupe Uralita.
- Hypermarchés Pryca.
- Media Planning Group, puis Havas.
- Simago.
- Prisa TV, anciennement Sogecable.

En 2020, l’entreprise cherche de nouveaux investissements pour surmonter la pandémie de Covid-19.

## Domaines d'investissement
Conformément à ses statuts, les investissements que la Corporación Financiera Alba peut réaliser ne sont pas limités par la zone géographique, le secteur ou le type d'actif financier. En 2019 ses investissements se répartissent en trois catégories : 
| Domaine d'investissement                          | % sur les avoirs d'Alba (au 31/12/2019) |
| ------------------------------------------------- | --------------------------------------- |
| Participations dans des sociétés cotées en bourse | 70,7%                                   |
| Capital-développement (entreprises non cotées)    | 21,2%                                   |
| Les biens immobiliers                             | 8,1%                                    |

### Participations dans des sociétés cotées en bourse
Les sociétés de la Corporación Financiera Alba sont des sociétés espagnoles dont une partie importante des revenus provient de leurs activités internationales. Ses participations sont toujours minoritaires mais suffisamment importantes pour avoir accès aux organes de gestion des entreprises dans lesquelles elle investit.
Sociétés cotées en bourse dont la Corporación Financiera Alba est actionnaire : 
| Société                      | Participation |
| ---------------------------- | ------------- |
| Global Dominion Access, S.A. | 5%            |
| CIE Automotive               | 10,31%        |
| Euskaltel                    | 11%           |
| Viscofan                     | 13%           |
| Indra Sistemas               | 10,5%         |
| Ebro Foods                   | 14%           |
| Bolsas y Mercados Españoles  | 12,061%       |
| Acerinox                     | 19,4%         |
| Naturgy                      | 5,4%          |

### Capital de développement (entreprises non cotées)
Artá Capital, qui appartient à la Corporación Financiera Alba, est un gestionnaire de capital de développement dont l'objectif est d'investir dans le capital d'entreprises de la moyenne capitalisation ibérique par le biais de participations minoritaires. L'Artá se caractérise par sa vision à moyen/long terme.
Artá Capital gère une société de capital-risque de 800 millions d'euros (Deyá Capital), dont 62,5 % correspondent à la Corporación Financiera Alba.
Le portefeuille d'investissement comprend : 
| Société                          | Participation |
| -------------------------------- | ------------- |
| Alvinesa                         | 16,8%         |
| in-Store Media                   | 18,9%         |
| Monbake                          | 3,7%          |
| Satlink                          | 28,1%         |
| Telepizza                        | 3,3%          |
| TRRG Holding Ltd                 | 7,5%          |
| Alvic                            | 9,5%          |
| Nuadi                            | 37,4%         |
| Verisure (investissement direct) | 6,1%          |
| Parques Reunidos                 | 24,98%        |

## Biens immobiliers
Les investissements immobiliers de la Corporación Financiera Alba consistent principalement en des immeubles de bureaux situés dans des zones bien en vue du centre ou de la périphérie de Madrid et de Barcelone, d'une superficie totale de plus de 80 000 m².
La société concentre son activité sur l'exploitation, à titre locatif, de ses propres biens.

## Actionnaires importants
| Actionnaire             | % Participation |
| ----------------------- | --------------- |
| Banca March             | 15,022%         |
| Juan March Delgado      | 18,726%         |
| Gloria March Delgado    | 3,700%          |
| Catalina March Juan     | 4,270%          |
| Juan March de la Lastra | 7,084%          |
| Carlos March Delgado    | 19,25%          |
| Juan March Juan         | 4,454%          |

## Conseil d'administration
| Position                | Nom du directeur                        |
| ----------------------- | --------------------------------------- |
| Président               | Carlos March Delgado                    |
| Premier vice-président  | Juan March de la Lastra                 |
| Deuxième vice-président | Juan March Juan                         |
| Directeur général       | Santos Martínez-Conde Gutiérrez-Barquín |
| Conseiller coordinateur | José Domingo de Ampuero y Osma          |
| Directeur               | Ramón Carné Casas                       |
| Directrice              | María Eugenia Girón Dávila              |
| Directrice              | María Luisa Guibert Ucín                |
| Directrice              | Ana María Plaza Arregui                 |
| Directrice              | Claudia Pickholz                        |
| Directeur               | Antón Pradera Jáuregui                  |
| Secrétaire directeur    | José Ramón del Caño Palop               |